# −10 (tal)
−10 (minus tio) är det negativa heltal som följer −11 och följs av −9.

## Inom matematiken
Talet −10 definieras som den additiva inversen till 10, det vill säga det tal vars summa med 10 är lika med 0.